# Wilhelm Peters (Psychologe)
Wilhelm Peters (* 11. November 1880 in Wien; † 29. März 1963 in Würzburg) war Psychologe und Hochschullehrer.

## Leben und Werk
Peters besuchte in Wien die Volksschule und dann das humanistische Gymnasium. Einer seiner Klassenkameraden war Stefan Zweig.
Er studierte in Wien, Straßburg, Zürich und Leipzig und belegte u. a. Lehrveranstaltungen in Philosophie, in Zürich Pädagogik bei Ernst Meumann, in Leipzig Physik und Chemie bei Wilhelm Ostwald und legte in der Medizin das Physikum ab. Schließlich promovierte er 1904 bei Wilhelm Wundt über „Die Farbenwahrnehmung der Netzhautperipherie“.
Von 1904 bis 1906 arbeitete er in Wien am Physiologischen Institut, dann bis 1908 in München unter Emil Kraepelin in der Münchener Psychiatrischen Klinik. Hermann Ebbinghaus regte ihn an, nach Frankfurt am Main überzusiedeln, wo ihm die Akademie für Sozial- und Handelswissenschaften eine Stelle bot. 1910 habilitierte er sich bei Karl Marbe in Würzburg und erhielt die Lehrberechtigung für Philosophie, Psychologie und Pädagogik.
Hier in Würzburg entstanden sehr bald die Arbeiten, die seinen eigentlichen Ruf als Wissenschaftler begründeten. Er begann mit Unterstützung der Kaiserlichen Akademie der Wissenschaften in Wien eine Schulkinder- und Zeugnis-Untersuchung. In Bayern, der Steiermark und Baden wurden in ländlichen Gemeinden die Schulzeugnisse von 1162 Kindern, 344 Elternpaaren und bei 151 Kindern die Zeugnisse aller vier Großeltern gesammelt und mit statistischen Methoden kritisch analysiert. Peters kam dabei zu dem Schluss, dass die allgemeine Auffassungsgeschwindigkeit für die Zensuren bei geistigen Leistungen besonders wichtig sei. Peters durchschaute dabei das Wesen der Regression zur Mitte.
1919 wurde Peters als Professor an die Handelshochschule nach Mannheim berufen, 1923 auf Betreiben der sozialdemokratischen Landesregierung gegen den erbitterten Widerstand der Philosophischen Fakultät (siehe Thüringer Hochschulkonflikt) an die Universität Jena. Als 1923 die Reichswehr in Thüringen einmarschierte, protestierte Peters als einziger Universitätslehrer gegen die Übergriffe des Militärbefehlshabers auf die Universität. Peters wurde in dieser Zeit eher politisch als rassisch angefeindet.
Durch die Zuweisung der Psychologie zur Mathematisch-Naturwissenschaftlichen Fakultät bei der Neuordnung der Fakultäten 1925 wurde für Peters eine sehr fruchtbare Schaffensperiode eingeleitet. Seine Aktivitäten richteten sich nun hauptsächlich auf das Gebiet der Jugend- und Entwicklungspsychologie und auf die Reform der Lehrerbildung. 1925 entstand sein Werk „Vererbung geistiger Eigenschaften und psychische Konstitution“. Peters hielt einige Vorträge, welche von der SPD nahen „Sozialistischen Studentengruppe“ organisiert wurden. So etwa einen Vortrag „Milieu und Vererbung in der geistigen Fortentwicklung“.
Am 28. April 1933 wurde Wilhelm Peters, seit 1932 Dekan der Mathematisch-Naturwissenschaftlichen Fakultät, als Jude entlassen. – Peters emigrierte zunächst nach England. 1937 wurde er an die Universität Istanbul berufen, wo er erneut ein psychologisches Institut aufbaute. 1952 kehrte er als Emeritus nach Würzburg zurück.